# Ljubov Agapova
Ljubov Agapova (ryska: Любовь Агапова) född 24 maj 1956, är en rysk skådespelare verksam i Tallinn, Estland.
Hon är känd för rollen som Liljas mor i filmen Lilja 4-ever. Hon utexaminerades 1977 och har sedan 1985 varit verksam vid Vene Teater i Tallinn.

## Filmografi (komplett)
- 2002 - Lilja 4-ever - Liljas mor